# Johann Szimits
Johann (Ivan) Szimits (n. 5 iulie 1852, Bulgăruș, Banat, în prezent județul Timiș, România - d. 26 martie 1910, Viena), a fost un poet de limba germană, de origine sârbă.
A crescut și a fost educat în dialectul șvăbesc al limbii germane. S-a ocupat de culegerea de cântece populare șvăbești din Banat.

## Scrieri proprii
- De Schwob. Humoristische Gedichte in banat-schwäbischer Volksmundart. Temeschburg (Timișoara) 1888
- Pipatsche un Feldblume vun dr Heed,ed. Kartjé,  Temesvár (Timișoara), 1908 [1]

#### Reeditări
- Blume vun dr Heed un sunscht allerhand Luschtliches Auswahl und Nachwort Franz Heinz, Editura Kriterion, București, 1973
- Pipatsche un Feldblume vun dr Heed : kommentierte Ausgabe der banatschwäbischen Volksliedersammlung des Johann Szimits von 1908 / Gottfried Habenicht. - Freiburg : Johannes-Künzig-Institut für ostdeutsche Volkskun*. - 1997. - 583 S. : Ill., Notenbeisp.; (ger / dt.) ISBN 3-931905-38-1

## Scrieri despre Johann Szimits
- Broșură omagială JOHANN SZIMITS (1852-1910) editată de Schwabenverein für Wien, Österreich und dem Burgenland 1963, Viena,[2]
- Johann Szimits. Der "Lerche der Banater Heide" zum Gedenken Autor: Nikolaus Britz, Editura: Typographische Anstalt Wien, Viena, circa 1980
- Pipatsche un Feldblume vun dr Heed: kommentierte Ausgabe der banatschwäbischen Volksliedersammlung des Johann Szimits von 1908, von Autor: Gottfried Habenicht, Cuvânt înainte Werner Mezge, Freiburg i. Br.. Johannes-Künzig-Institut für Ostdeutsche Volkskunde. 1997. 583 pagini, ISBN-10: 3931905381 ; ISBN-13: 978-3931905385 [3]
- Hâncu, Eveline (2005): Die Forderungen an die Mundartliteratur im Werk von Johann Szimits In: Annemarie Podlipny-Hehn (edit.): Mundarten im Blickpunkt. Sammelband. Deutsche Mundarten in Rumänien, Timișoara: Cosmopolitan Art, p. 136-146. [4]
- Hâncu, Eveline (2006): Johann Szimits und die Anfänge der Banater deutschen Mundartdichtung. In: Roxana Nubert (et al.) (edit.): Temeswarer Beiträge zur Germanistik , vol. 5, Timișoara: Mirton, S.119-131. [4]
- Dr. Hans Dama: Multkulturelle Aspekte in der Banater Literatur am Beispiel Adam Müller-Guttenbrunn und Johann Szimits în "Nationale Vergangenheit Verständnisvolle Gegenwart Europäische Zukunft. Band 4". apărut în 2004; ISBN 3-902272-03-1 [5]
- Nikolaus Berwanger: Johann Szimits, der Begründer des schwäbischen Schrifttums im Banat (Documentar TV)